# Mbigou (Cameroun)
Mbigou est un village du Cameroun situé dans le département de la Bénoué et la région du Nord, à proximité de la frontière avec le Tchad. Il fait partie de la commune de Bibemi.